# نادیا استایلز
نادیا استایلز (به انگلیسی: Nadia Styles) (زادهٔ ۲۵ ژوئن ۱۹۸۲) هنرپیشهٔ سابق فیلم‌های پورنوی آمریکایی است. او در حال حاضر به آیین مسیحیت گرویده و دیگر در صنعت پورنو فعالیت نمی‌کند.
نادیا تا به حال ۳ بار و در سال‌های ۲۰۰۵، ۲۰۰۶ و ۲۰۰۹ نامزد دریافت جایزهٔ ای‌وی‌ان شده است.